# Saotis dorsata
Saotis dorsata là một loài tò vò trong họ Ichneumonidae.